# Liste der Monuments historiques in Saint-Gérand-de-Vaux
Die Liste der Monuments historiques in Saint-Gérand-de-Vaux führt die Monuments historiques in der französischen Gemeinde Saint-Gérand-de-Vaux auf.

## Liste der Bauwerke
| Bezeichnung             | Beschreibung                                                                                           | Standort                      | Kennzeichnung | Schutzstatus   | Datum     | Bild           |
| ----------------------- | --- | ----------------------------- | ------------- | -------------- | --------- | -------------- |
| Château des Guichardots | Schloss, erbaut gegen Ende des 19. Jahrhunderts                                                        | nordwestlich des Ortes (Lage) | PA03000016    | Inscrit        | 2002      |                |
| Château d’Hauterive     | Schloss, erbaut im 18. Jahrhundert; mit Wirtschaftsgebäuden und Parkanlage (Fotos in der Base Mérimée) | nördlich des Ortes (Lage)     | PA00093271    | Inscrit        | 2000      |                |
| Château de Saint-Géran  | auch Château du Parc; Schloss erbaut um 1600; mit Wirtschaftsgebäuden und Parkanlage                   | südlich des Ortes (Lage)      | PA00093272    | Classé Inscrit | 1986 2003 | weitere Bilder |

## Liste der Objekte
| Bezeichnung                                    | Beschreibung                                                     | Standort                                 | Kennzeichnung | Schutzstatus | Datum | Bild |
| ---------------------------------------------- | ---------------------------------------------------------------- | ---------------------------------------- | ------------- | ------------ | ----- | ---- |
| Skulptur Der heilige Georg besiegt den Drachen | Stein, Ende des 15. Jahrhunderts (Fotos in der Base Palissy)     | in der Kirche St-Gérand-St-Julien (Lage) | PM03000440    | Classé       | 1933  |      |
| Gemälde Anbetung der Hirten                    | Ölfarbe auf Leinwand, 18. Jahrhundert (Foto in der Base Palissy) | in der Kirche St-Gérand-St-Julien (Lage) | PM03001444    | Inscrit      | 1989  |      |
| Gemälde Mariä Himmelfahrt                      | Ölfarbe auf Leinwand, 18. Jahrhundert (Foto in der Base Palissy) | in der Kirche St-Gérand-St-Julien (Lage) | PM03001479    | Inscrit      | 1993  |      |